# بایول سیر برتو
بایول سیر برتو (به فرانسوی: Bailleul-Sir-Berthoult) یک کمون (فرانسه) در فرانسه است که در پا-دو-کاله واقع شده‌است. بایول سیر برتو ۹٫۳۵ کیلومتر مربع مساحت دارد ۷۵ متر بالاتر از سطح دریا واقع شده‌است.